# Publikum

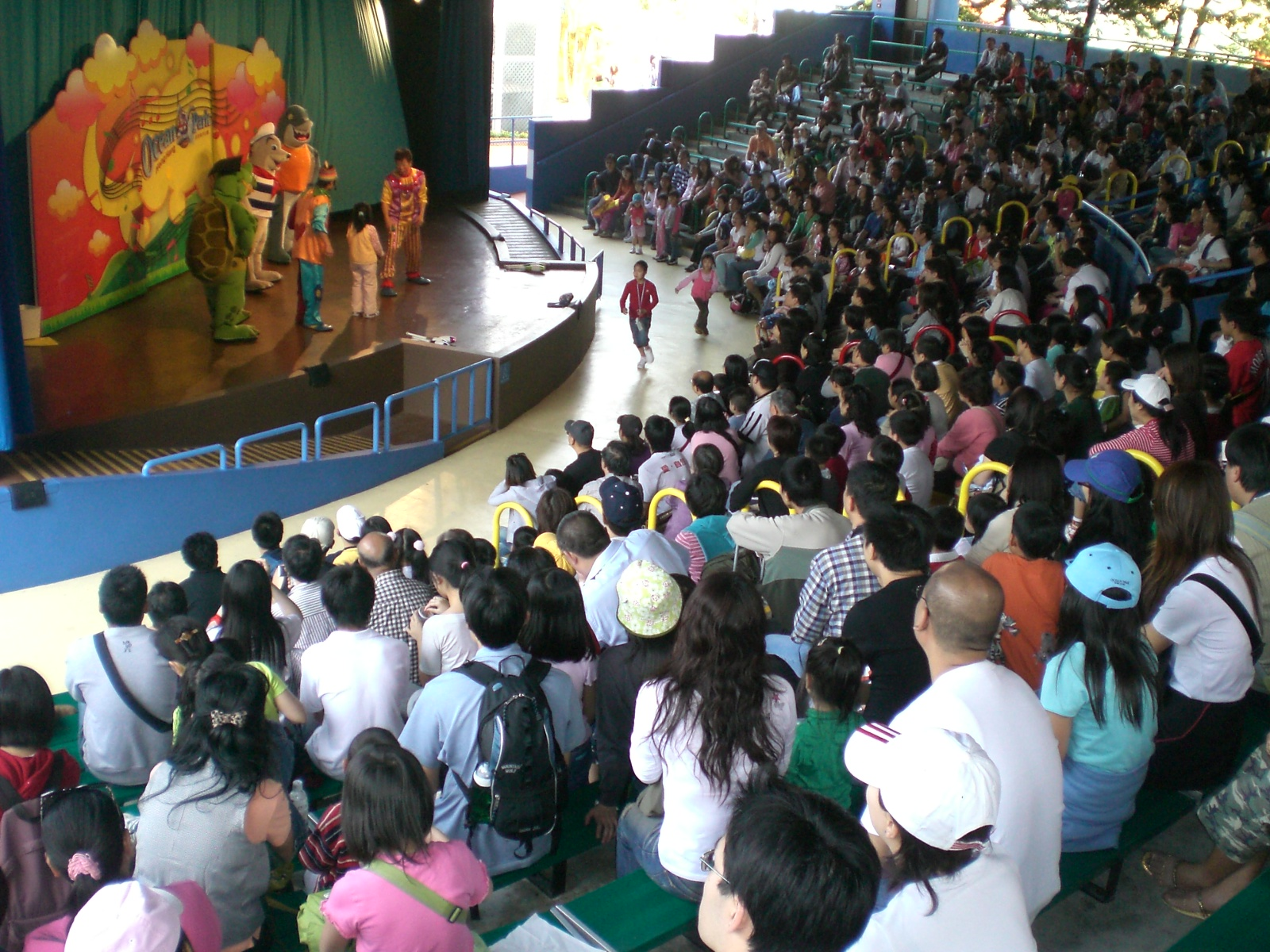
Obecenstvo

Publikum je těžce definovatelný mnohovýznamový abstraktní pojem, který ve svém denotativním významu značí příjemce. Příjemce je koncový článek v lineárním sekvenčním modelu komunikace. Publikum je produkt sociálního kontextu a též reakcí na mediální působení. Jde tedy o institucionální kolektivní uživatele či příjemce nějakého sdělení publikovaného médii. Publikum můžeme dělit dle:
- místa,
- lidí,
- typu média nebo kanálu,
- obsahu sdělení.

## Obecenstvo
Obecenstvo je skupina lidí, kteří se společně účastní nějaké dramatické, umělecké, literární, hudební, divadelní či filmové produkce. Nejtypičtějším projevem publika je potlesk, který většinou následuje po něčem, co se publiku líbí.
Občas se obecenstvo přímo účastní programu, kdy např. odpovídají na otázky účinkujících, čímž modifikují samotné představení. Také může být osoba z obecenstva vyzvána, aby ztvárnila nějakou postavu.

## Definice dle mediálních teoretiků
- Burton a Jirák (1997): „Příjemci v mediální komunikaci jsou publika, tedy početné soubory příjemců mediovaných textů. Publikum není ani stabilní sociální skupina ani abstraktní představa (…). My všichni jsme publikum – nebo různá publika (…)."[3]
- McQuail (2009): "Publikum je kolektivní označení denotující příjemce v jednoduchém sekvenčním modelu procesu komunikace (zdroj, kanál, sdělení, příjemce, účinek), který vytvořili průkopníci tohoto oboru … Publikum lze tedy definovat různými a překrývajícími se způsoby: podle místa (v případě lokálních médií); podle lidí (je-li médium přitažlivé pro určitou věkovou skupinu, pohlaví, stoupence určitého politického přesvědčení nebo pro příslušníky určité příjmové kategorie); podle typu média nebo kanálu (zde hraje roli technologie a organizace); podle obsahu sdělení (žánry, témata, styly); podle času (hovoříme o „denním“ publiku, o publiku „hlavního večerního času“ nebo o krátkodobém a přelétavém jako protikladu ke starému publiku).“[4]
- Reifová (2004): "Slovo pochází z lat. publicus = týkající se národa, obce státu; obecný, veřejný. Skupina složená z více méně vzájemně si neznámých jedinců, na které se obracejí masová média.“[5]

## Pojetí publika
Mediální teoretici Jirák a Köpplová dělí mediální publika do tří kategorií:
- pasivní: představa, že masová média mají na své publikum silný vliv a že publikum je pasivním příjemcem mediovaných sdělení. Je tedy vydáno napospas médiím a reaguje pouze na podněty přicházející z médií. Tento přístup se objevuje v behaviorální tradici, v koncepci masové kultury a společnosti, v kultivační teorii a závislostní teorii. Publikum je izolované a atomizované.
- aktivní: vzniká po druhé světové válce pod vlivem etnografického obratu.[7] Členové publika si sdělení sami vybírají z předkládané nabídky a nějak ho interpretují. Komunikace publika mezi sebou, není bráno jako izolované a atomizované. Koncepci aktivního publika předznamenali Lazarsfeld, Berelson a Gaudetová, kteří v roce 1948 formulovali hypotézu o dvoustupňovém toku komunikace. S aktivním publikem se pojí i teorie užití a uspokojení od Katze a Blumlera.
- interaktivní: uživatel má možnost prožívat pocit odezvy média, s nímž pracuje, a pocit alespoň dílčího ovládání takového média. Je umožněna "interakce" s médiem. Ve spojitosti s mediální komunikací sugeruje dojem, že uživatel je do komunikace více vtažen a v ní angažován a že je v ní rovnějším partnerem médiu, které nejen užívá, ale které průběžně reaguje na jeho požadavky a aktivně se přizpůsobuje jeho potřebám. Proces změny publik v interaktivní typ je dán rozšířením digitálních síťových médií. S interaktivním typem se pojí pojem produser (producer a user)[8] či prozument (producent a konzument zároveň).[9] Interaktivní publikum souvisí i s participační kulturou. Pojem je odrazem etnografického obratu v přístupu k publikům.[7]